# Макадам (мини албум)
Макадам је први ЕП српске певачице Сање Вучић, издат 1. јула 2024. године за њену издавачку кућу Лил Вулф и Вулф мјузик, на стриминг сервисима и њеном јутјуб каналу. Састоји се од шест песама, од којих су две дуети, са Теом Таировић и Аматом Гилетом. За све песме су снимљени музички спотови објављени на њеном јутјуб каналу.

## Списак песама
| №  | Назив                             | Текст                                         | Музика                                                         | Трајање |  |
| 1. | Макадам                           | Сања Вучић, Андреј Саљников                   | Владан Војновић, Сања Вучић, Андреј Саљников, Валентино Саузер | 2:47    |  |
| 2. | Баиламос                          | Милош Радојичић, Сања Вучић, Данијел Павловић | Бојан Васић                                                    | 3:21    |  |
| 3. | Магија                            | Филип Милетић                                 | Филип Милетић                                                  | 3:28    |  |
| 4. | Маракеш - Дубаи (са Теа Таировић) | Теа Таировић                                  | Теа Таировић                                                   | 2:52    |  |
| 5. | Хајде ти                          | Сања Вучић, Дејан Костић                      | Дејан Костић                                                   | 2:57    |  |
| 6. | Око око (са Амар Гиле)            | Вуксан Билановић                              | Марко Морено                                                   | 2:59    |  |